# Емелин, Владимир Николаевич
Владимир Николаевич Емелин (2 (15) июля 1913 года, Рыбинск, Ярославская область — 8 августа 1997 года, Москва) — советский военный деятель, генерал-майор. Герой Советского Союза.

## Начальная биография
Владимир Николаевич Емелин родился 2 (15) июля 1913 года в Рыбинске ныне Ярославской области в крестьянской семье.
Закончил семь классов, а затем в 1928 году поступил в ФЗУ (ныне — ГОУ НПО ЯО профессиональное училище № 4 Рыбинска), которое закончил в 1932 году по специальности кузнеца. После чего работал старшим мастером на заводе полиграфических машин.

## Военная служба

### Довоенное время
В 1935 году Владимир Николаевич Емелин был призван в ряды РККА.
В 1939 году вступил в ряды ВКП(б).
В 1942 году закончил Военно-политическую академию имени В. И. Ленина.

### Великая Отечественная война
С марта 1942 года Владимир Николаевич Емелин принимал участие в боях на фронтах Великой Отечественной войны.
Командир 836-го стрелкового полка (240-я стрелковая дивизия, 38-я армия, Воронежский фронт) майор Емелин 26 сентября 1943 года умело организовал форсирование Днепра и отражение контратак противника на плацдарме.
7 октября 1943 года полк под командованием Емелина, уничтожив гарнизон противника, освободил село Лютеж (Вышгородский район, Киевская область, Украина) и затем удержал захваченные позиции.
Указом Президиума Верховного Совета СССР от 29 октября 1943 года за умелое командование стрелковым полком, образцовое выполнение боевых заданий командования на фронте борьбы с немецко-фашистскими захватчиками и проявленные при этом мужество и героизм майору Владимиру Николаевичу Емелину присвоено звание Героя Советского Союза с вручением ордена Ленина и медали «Золотая Звезда» (№ 1862).

### Послевоенная карьера
В 1949 году Емелин закончил Военную академию Генерального штаба.
В 1975 году генерал-майор Владимир Николаевич Емелин вышел в отставку.
Жил и работал в Москве. Умер 8 августа 1997 года. Похоронен на Востряковском кладбище (участок 24).

## Награды
- Медаль «Золотая Звезда»;
- орден Ленина;
- три ордена Красного Знамени;
- орден Богдана Хмельницкого 2 степени;
- орден Суворова 3 степени;
- орден Александра Невского;
- орден Отечественной войны 1 степени;
- орден Красной Звезды;
- медали.

## Память
Имя Героя высечено на памятнике в Рыбинске на Аллее Славы.